# Textilindustrie
Die Textilindustrie ist einer der ältesten und, nach Zahl der Beschäftigten und Umsatz, einer der wichtigsten Wirtschaftszweige des produzierenden Gewerbes. Sie umfasst die Gesamtheit der Betriebe und Unternehmen, die sich mit der Herstellung von Garnen aus pflanzlichen, tierischen und chemisch hergestellten Fasern,  Zwirnen, Geweben, Maschenwaren wie Gestricken (Flach- und Rundgestricken) und Gewirken (Kulier- und Kettengewirke)  und anderen textilen Flächengebilden wie Tuchen, Filzen, Nähgewirken und Vliesstoffen sowie den gesamten Bereich der Textilveredlung befassen.
Die Textilindustrie untergliedert sich in Spinnstoffaufbereitung (Wäscherei, Kämmerei), Spinnerei, Weberei, Wirkerei (Wirkwaren, Gardinen, Strumpfwirkerei), Strickerei (Strickwaren), und Textilveredelung (Vorbehandlung und Ausrüstung). Gestrickte und gewirkte Fertigerzeugnisse (Maschenwaren) sind Produkte der Bekleidungsindustrie.
Die Textilindustrie ist die wichtigste Vorstufe der Bekleidungsindustrie. Beide Industriezweige unterscheiden sich in den angewendeten Herstellungstechnologien. In Mitteleuropa existieren fast keine Betriebe mehr, in denen sämtliche Produktionsstufen vom Rohstoff bis zum Endprodukt betrieben werden. Die Betriebe der Textil- und Bekleidungsindustrie sind stark arbeitsteilig und internationalisiert. In Deutschland wird nahezu keine Bekleidung mehr produziert, obwohl einige der größten Bekleidungsproduzenten in Deutschland ansässig sind.
Von der Textil- und Bekleidungsindustrie hängen direkt und indirekt Arbeitsplätze in anderen Industriezweigen ab. Sie ist Zulieferer für die Pharma-, Fahrzeug- und Bauindustrie sowie für den Medizin- und Schutzkleidungsbereich und nimmt ihrerseits Leistungen anderer Industriezweige in Anspruch wie der Maschinenbauindustrie oder der chemischen Industrie.
Des Weiteren kann nach der Art der verarbeiteten Rohstoffe unterschieden werden zwischen Leinenindustrie, Baumwoll-, Woll-, Seiden-, Chemiefaser-, Synthesefasern- und Bastfaserindustrie.

## Geschichte

### Allgemeine Geschichte

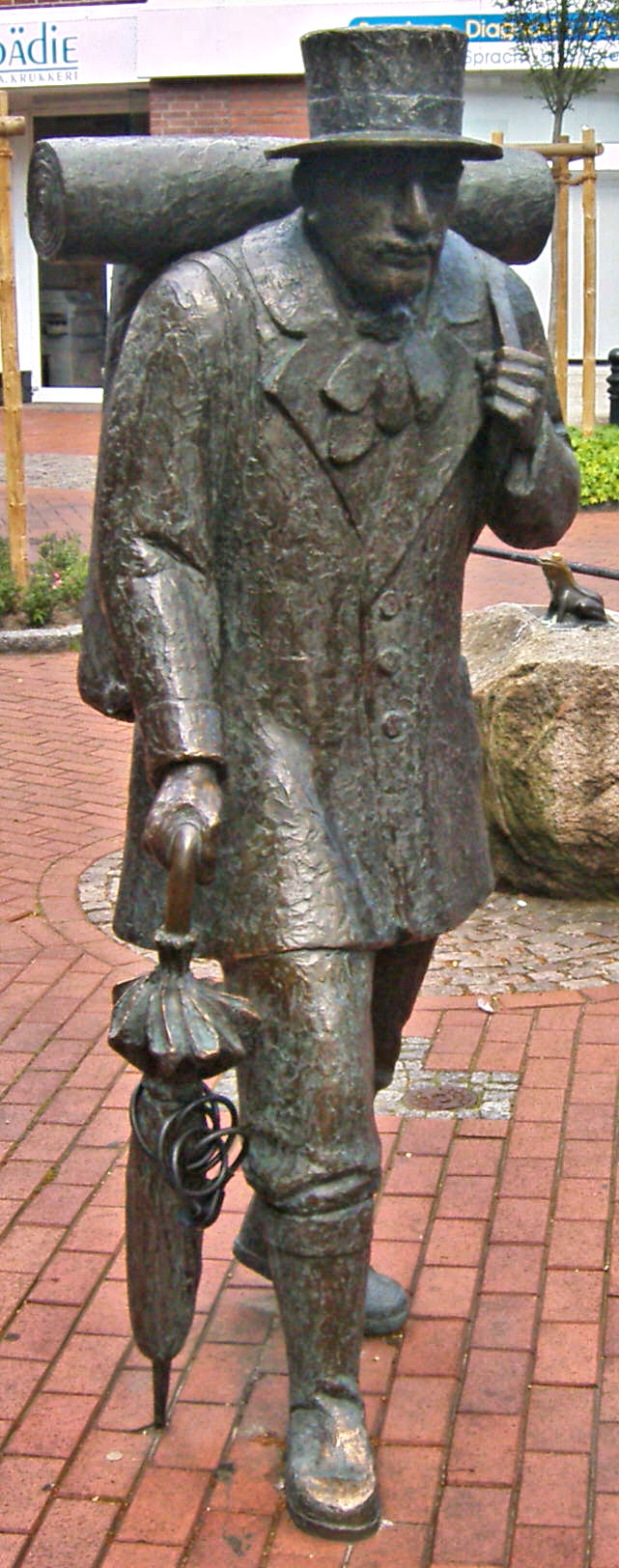
Packenträgerdenkmal in Neuenkirchen (Kreis Steinfurt). Diese Hollandgänger waren Wegbereiter der Textilindustrie

Die Textilindustrie gehört zu den ältesten Industriezweigen. Als eine ausgesprochen arbeitsintensive Produktion trug sie wesentlich zum Einfluss einzelner Regionen bei. Macht und Einfluss der italienischen Stadt Lucca im 13. Jahrhundert beruhte beispielsweise zu einem großen Teil auf der Seidenindustrie dieser Stadt. Zu den Luccaer Handwerkern gehörten eine Reihe sehr spezialisierter Gruppen. Darunter waren solche, die sich auf das Abwickeln von Seidenraupenkokons spezialisiert hatten, solche, die die Fäden verspannen, Färber und Weber.
Eine ähnlich differenzierte Arbeitsteilung findet sich bei der Verarbeitung von Wolle. Schäfer zogen die Schafe heran, Scherer waren dafür verantwortlich, die Schafe zu scheren, Karder kämmten die Rohwolle und befreiten sie so von groben Verunreinigungen, Spinner verarbeiteten die Wollfasern zu Fäden weiter und Weber produzierten aus den Wollfäden schließlich Tuch. Solche aus Wolle gefertigten Stoffe mussten häufig darüber hinaus gewalkt werden. Färber färbten bei qualitativ hochwertigen Stoffen die Wollfäden; häufiger jedoch bereits die fertig gewebten Stoffe, da diese Methode kostengünstiger war. Den Färbern kam häufig eine besondere Bedeutung zu. Insbesondere während der Renaissance maß man der Farbigkeit von Stoffen eine große Bedeutung zu. Sozialer Rang wurde häufig durch besonders farbenprächtige Kleidung signalisiert. Färber durchliefen eine mehrjährige Ausbildung. Häufig wurden den Färbern jedoch Wohn- und Arbeitsplätze in Randbereichen der Siedlungen und Städte zugewiesen, da ihr Handwerk auch als schmutzig und übelriechend galt.
Im Mittelalter wurde ein großer Teil der Textilprodukte im häuslichen Betrieb (zum Eigenbedarf oder für einen Verleger) oder in kleinen Textilhandwerksbetrieben hergestellt.

### Geschichte in Deutschland
In Deutschland war die Textilherstellung im Mittelalter und zu Beginn der Neuzeit im ländlichen Raum weit verbreitet, vor allem in den deutschen Mittelgebirgen, da diese Räume sowohl günstige klimatische Bedingungen für den Flachsanbau boten als auch umfangreiche Wiesen für die Schafhaltung vorhanden waren. Daraus entwickelte sich eine Leinen- und Wollverarbeitung.
Durch Hollandgänger, die mit Leinen handelten, entwickelte sich so im nord- und westdeutschen Raum, besonders im Münsterland, die Textilindustrie. Die Textilindustrie war in fast allen Mittelgebirgen vorhanden, besonders: Schwäbische Alb, Eifel, Bergisches Land, Hunsrück, Rhön, Vogelsberg, Frankenwald, Vogtland, Erzgebirge, Lausitzer und Zittauer Gebirge, Eulen- und Riesengebirge, Schwarzwald und Bayerischer Wald. Bedeutende Teile der Textilindustrie der deutschen Mittelgebirge sind als Ersatzindustrien für den rückläufigen bzw. den aufgegebenen Bergbau entstanden – so die Spitzen-Klöppelei und Posamentenindustrie des Erzgebirges und die Trikotagenindustrie der Schwäbischen Alb. Nach der Aufnahme von Hugenotten und Waldensern werden verbesserte Maschinen gebaut und betrieben.
Im 18. Jahrhundert stieg die Nachfrage nach Textilien mit zunehmender Bevölkerung stark an. So entwickelte sich zunächst das Verlagssystem, bei dem ein Verleger das Rohmaterial ankaufte, es gegen Lohn verspinnen und weben ließ und dann schließlich das fertige Produkt vertrieb. Die Spinner und Weber kamen fast ausschließlich aus den ländlichen Unterschichten. Oft musste die ganze Familie durch ihre Arbeit das Einkommen sichern.
In der ersten Hälfte des 19. Jahrhunderts wurde die britische Textilindustrie zur Hauptkonkurrenz für die Betriebe auf dem europäischen Festland. Durch die von der britischen Insel ausgehende Mechanisierung des Web- und Spinnvorgangs sowie durch die Verdrängung von Leinen und Wolle durch Baumwolle verlor die Textilindustrie in den Mittelgebirgen zunehmend an Bedeutung, was zu Verarmung und großer wirtschaftlicher Not führte und unter anderem zum Weberaufstand (1844, mit Zentrum im schlesischen Eulengebirge). Die Bedeutung der baumwoll- und seidenverarbeitenden Industrie im deutsch-niederländischen Grenzgebiet wuchs hingegen, so z. B. in der niedersächsischen Stadt Nordhorn. In der Folge entwickelte sich Westsachsen einschließlich des Vogtlandes (Ostthüringen, Oberfranken, Böhmen) zu einem Zentrum der Textilindustrie. Parallel dazu entwickelte sich die Oberlausitz zum Zentrum der Damastweberei und Niederschlesien zum Zentrum der Leinenverarbeitung.
Im Umfeld der Betriebe der Textilindustrie entstanden Zulieferindustrien, in denen Dampfmaschinen und Maschinen für Spinnereien und Webereien produziert wurden. Damit wurde Sachsen zu einem Zentrum des Textilmaschinenbaus in Deutschland. Allein in Chemnitz und direkter Umgebung gab es mehrere führende Webstuhlfabriken, deren bedeutendsten die Sächsische Webstuhlfabrik (vormals Louis Schönherr) und Schubert & Salzer (beide Chemnitz) waren. Darauf basierend entwickelte sich Chemnitz zu einem Zentrum des Maschinenbaus in Mitteleuropa (auch als sächsisches Manchester bekannt). Innovative Betriebe wie die von Johann von Zimmermann und Richard Hartmann siedelten sich an, und die Region Chemnitz entwickelte sich zur dichtest industrialisierten in Deutschland. Der Aufstieg von Textilien zum wichtigsten Konsumgut neben Nahrungs- und Genussmitteln brachte zudem die Entstehung weiterer Industrien mit sich wie die Herstellung von Waschmaschinen.
Nach dem Zweiten Weltkrieg entwickelte sich zunächst das Ruhrgebiet zu einem bedeutenden Standort für die Bekleidungsindustrie der Bundesrepublik, da unter den Flüchtlingen und Vertriebenen etliche Unternehmer aus den ehemaligen Zentren der deutschen Bekleidungsindustrie rund um Breslau, Sachsen und den Osten Berlins ins Ruhrgebiet gekommen waren. Sie eröffneten neue Betriebe, die aufgrund der Rohstoffknappheit zunächst vor allem alte Kleidung und Textilien umarbeiteten, bevor sie der Textil- und Bekleidungsindustrie zu einem kurzzeitigen Boom verhalfen. Ostberlin wurde das Zentrum der Bekleidungsindustrie der DDR, und Chemnitz (ab 1953 Karl-Marx-Stadt) blieb Zentrum der Textilindustrie. Seit Beginn der 1960er Jahre ist die Industrie jedoch durch einen anhaltenden Schrumpfungsprozess aufgrund der zunehmenden Konkurrenz durch Fernost gekennzeichnet.
Von 1955 bis 1980 gingen in der Bundesrepublik Deutschland über 400.000 Arbeitsplätze in der Textil- und Bekleidungsindustrie verloren. In den 1950er Jahren mussten viele Firmen aufgeben. Dies wurde als eine Nachwirkung der Koreakrise rezipiert: Der Kriegsbeginn löste in der westlichen Welt Panikkäufe von Baumwolle aus; der Preis stieg im März 1951 bis auf 33 DM (rein gewaschene mittelfeine Wolle A) an. Sechs Monate später war der Preis auf nur noch 13 DM gesunken; viele textilverarbeitende Firmen blieben auf den Kosten der teuer eingekauften Baumwolle sitzen.
Weitere Gründe für den Niedergang der Textilindustrie waren steigende Reallöhne. Ab dem 29. Dezember 1958 war die Deutsche Mark wieder voll konvertibel. Im Bretton-Woods-System (ein System nahezu fester Wechselkurse) wertete die D-Mark mehrfach auf; dadurch wurden Textilimporte (bezahlt oft in US-Dollar oder in Pfund Sterling) nach Deutschland billiger. In der deutschen Textil- und Bekleidungsindustrie gingen seit 1980 rund 450.000 Arbeitsplätze verloren (2002 noch 110.000 Beschäftigte). Einen dramatischen Rückgang bei den Beschäftigtenzahlen erlebte die mitteldeutsche und ostdeutsche Textilindustrie von 219.000 Beschäftigten auf 23.000 (1992). 

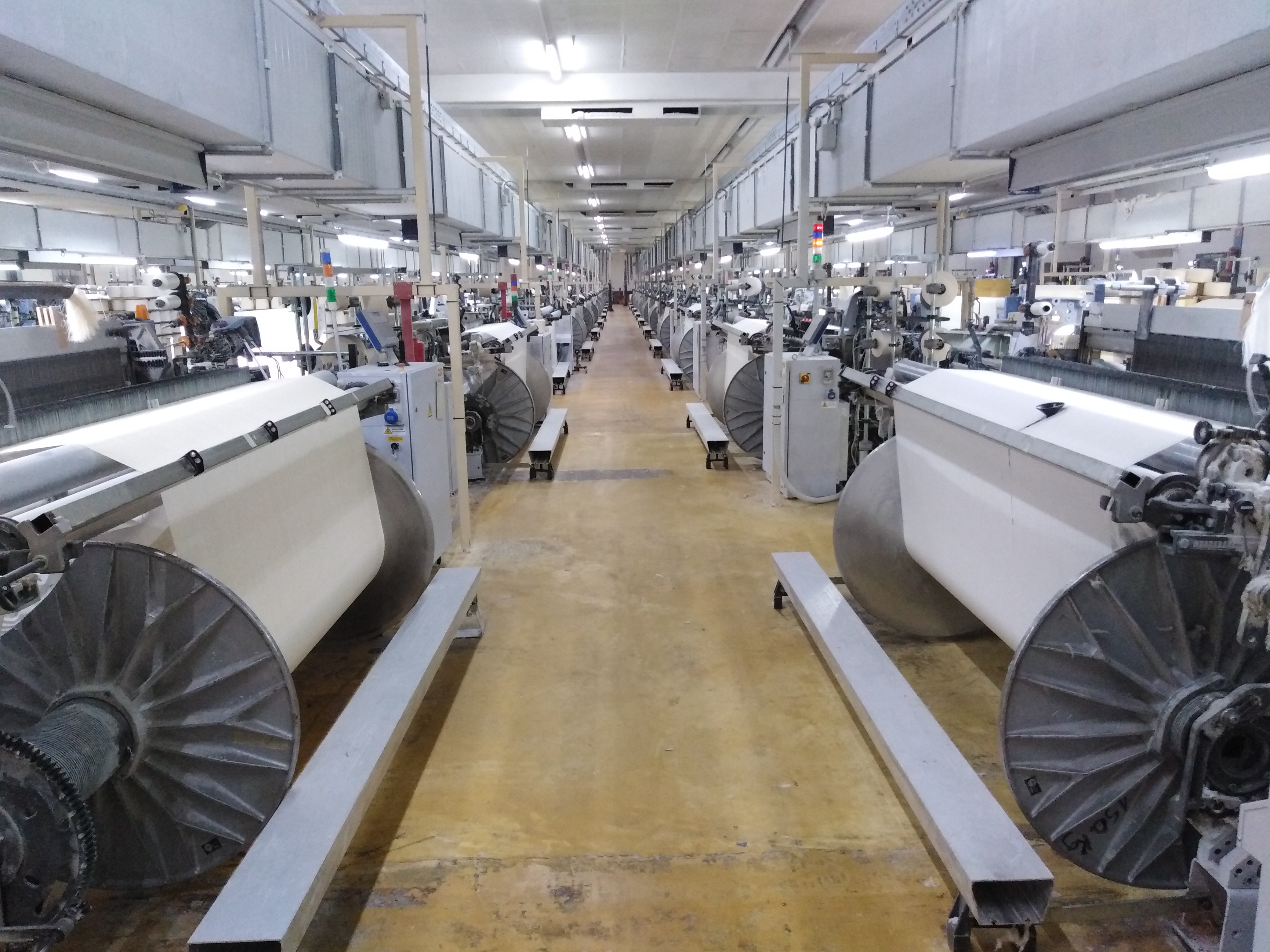
Produktionshalle der Lauffenmühle 2019

Eine der ältesten Textilfirmen in Deutschland, die Lauffenmühle in Lauchringen am Hochrhein, befindet sich 2019 in der Ausproduktion. Nach mehreren Insolvenzen seit 1993 fand das Unternehmen auch mit einer neu entwickelten, recyclebaren Faser keinen Investor mehr zur Fortsetzung der Produktion.

## Bedeutung
Die Textilindustrie hat in Europa nur noch eine untergeordnete Bedeutung. Viele Stoffe kommen aus der Volksrepublik China, Indien, Bangladesch, Südkorea und Taiwan. Sie werden dort gefärbt und genäht, was der Textilindustrie eine Schlüsselfunktion der kommenden Modefarben und -formen verleiht. Dagegen verzeichnet die Produktion technischer Textilien sogar Wachstum in Deutschland.

### Deutschland
Die Textil- und Bekleidungsindustrie in Deutschland ist noch ein traditionsreicher Zweig des produzierenden Gewerbes. In rund 1300 nahezu ausschließlich mittelständischen Betrieben der deutschen Textil- und Bekleidungsindustrie erzeugen rund 130.000 Beschäftigte einen Umsatz von rund 28 Mrd. Euro. Die Exportquote liegt bei etwa 40 % in der Textilindustrie und 44 % in der Bekleidungsindustrie (2008). Die Textil- und Bekleidungsindustrie ist damit nach dem Ernährungsgewerbe die zweitgrößte Konsumgüterbranche in Deutschland. 
Die deutsche Textil- und Bekleidungsindustrie ist mittelständisch geführt. Mehr als die Hälfte der Unternehmen beschäftigt weniger als 100 Mitarbeiter, weniger als 10 Unternehmen haben mehr als 1000 Beschäftigte. Zahlreiche Unternehmen sind seit Generationen im Familienbesitz. Etwa ein Drittel der Industrie ist der Bekleidungsindustrie zuzuordnen, zwei Drittel der Textilindustrie.
Traditionelle Zentren der Textilindustrie in Deutschland sind oder waren in Aachen, Albstadt, Apolda, Augsburg, Kempten (Allgäu), Aschaffenburg, Bad Hersfeld, Bielefeld, Herford, Bocholt, Chemnitz, der Niederrhein mit den Zentren Krefeld und Mönchengladbach, das Bergische Land mit Wuppertal und das westsächsische Erzgebirgsvorland mit Crimmitschau. Bedeutend sind das Ruhrgebiet und Oberfranken. Letzteres beherbergt mit der Stadt Münchberg die Fakultät Textil und Design der Hochschule Hof. Die Hochschule Niederrhein ist mit dem Fachbereich Textil- und Bekleidungstechnik in Mönchengladbach und ca. 1.800 Studenten die bedeutendste Ausbildungsstätte für die Textil- und Bekleidungsindustrie. Weitere Zentren sind Plauen und das Vogtland, Rheine, Schmallenberg sowie Zittau, die Oberlausitz und das Wiesental und der Hochrhein im Südschwarzwald. In kaum einem Bereich wird in Deutschland so intensiv geforscht wie im Textilbereich. Insgesamt existieren in Deutschland 17 Institute und Forschungseinrichtungen, die im Textilbereich tätig sind. Beispielsweise besteht als An-Institut der TU Chemnitz das Sächsische Textilforschungsinstitut.
Die Zukunftsperspektiven der deutschen Textil- und Bekleidungsindustrie liegen vor allem im Bereich der sogenannten Technischen Textilien und ihrer vielfältigen Anwendungs- und Verwendungsmöglichkeiten. Das Forschungskuratorium Textil sieht vor allem folgende Leitthemen mit Zukunftspotential für die Textil- und Bekleidungsindustrie.

### Österreich
In Österreich sind die wichtigsten Textilstandorte im Vorarlberg und im Waldviertel, wo vor allem die Banderzeugung beheimatet war und das deshalb auch als Bandlkramerlandl bezeichnet wird, sowie das Mühlviertel. Vorarlberg war vor allem historisch als Zulieferer für die St. Galler Textilindustrie bedeutend.

### Schweiz
In der Schweiz war die Textilindustrie vor allem in der Ostschweiz und im Zürcher Oberland mit Produktionsstätten stark vertreten. Winterthur ist mit dem Hauptsitz der Rieter AG und anderen ein Standort, an dem viele Textilmaschinen entwickelt werden. St. Gallen ist noch berühmt für die exklusiven St. Galler Spitzen. Die Textilindustrie in der Ostschweiz war bis zum 17. Jahrhundert vorwiegend bekannt für ihre qualitativ hochstehende Leinwand, danach für Baumwollprodukte. Während der Hochblüte im 19. Jahrhundert wurde vorwiegend Stickerei produziert.

## Fertigung

### Produktionstechniken und Fertigungsstufen

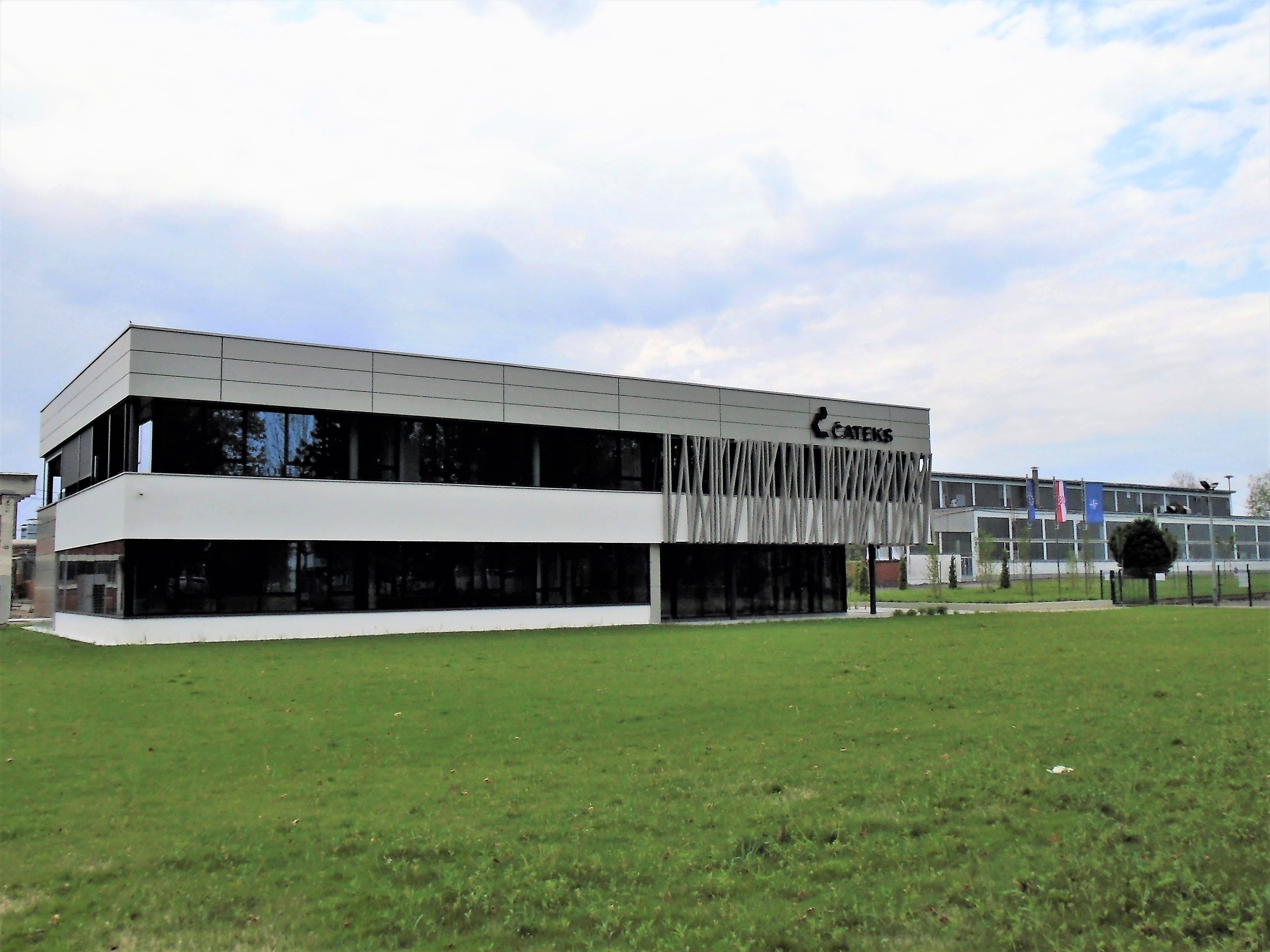
Čateks, ein Hersteller von Weberei- und Polytexprodukten (Textil, das mit Kunststoff überzogen ist) aus Kroatien

Grundsätzlich sind folgende Fertigungsstufen und -techniken entlang der textilen Verarbeitungsstufen zu unterscheiden:
- Die Herstellung von Garnen durch Spinnen und Zwirnen
- Die Herstellung von textilen Flächen durch Weben, Wirken, Stricken, Filzen, Tufting, Flechten, Knüpfen, Klöppeln
- Die Gestaltung von textilen Flächen durch Sticken, Textildruck, Färben, Beflockung
- Die Textilveredlung durch Beuchen, Bleichen, Ausrüstung, Textilbeschichtung, Walken, Gaufrieren, Laugieren, Krumpfen, Merzerisation.
- Die Konfektion von Endprodukten wie Bekleidung, Heimtextilien, technische Textilien.

Textile Rohstoffe können natürlichen Ursprungs sein (wie zum Beispiel Jute, Sisalfaser, Baumwolle, Schafwolle, Seide, Flachsfaser) oder aber künstlich hergestellt worden sein (Polyester, Polyacryl, Glasfasern).

### Technische Textilien
Ein neuer Bereich sind die sogenannten Technischen Textilen. Textilien für den Flugzeugbau (Kohlfaserverbundtechnik), Boots- und Schiffbau (Polyesterverbundstoff) und die Bauindustrie (dauerhafte Textildächer wie der Musicalbau Hamburg-König der Löwen und das Dach des Dresdner Bahnhofs).
Textilien haben in Autos, Bahnen, Flugzeugen und Schiffen wichtige Funktionen in puncto Komfort, Sicherheit, Akustik und Kraftstoffeinsparung. Der Anteil an Textilien in einem Auto beträgt zurzeit rund 20 Kilogramm und wird 2015 rund 30 Kilogramm betragen. Neben der klassischen Verwendung von Textilien bei Sitzen werden Textilverbindungen von Kunststofffasern mit Epoxidharzen zunehmend Metalle ersetzen, da sie vergleichbare Steifigkeiten aufweisen, aber erheblich weniger wiegen. So besteht der neue Airbus A 380 bereits zu einem Viertel aus faserverstärktem Kunststoff. Prognosen gehen von einem Anteil von 80 Prozent aus.
Vorbeugend können Geotextilien im Baubereich eingesetzt werden, um Erosionen zu verhindern. Es werden großflächige Überdachungen von Sportfeldern, Fußballstadien, öffentlichen Plätzen und industriellen Arealen zunehmend aus textilen Materialien hergestellt, da sie ohne Verzicht auf die statische Sicherheit ein geringeres Gewicht haben als Beton oder Glas, gleichzeitig aber flexibler sind, über eine hohe Lichtdurchlässigkeit verfügen und vor UV-Belastungen schützen können. Die Entwicklung geht in Richtung von Textilien, die bei übermäßigem Lichteinfall selbstabdunkelnd sind oder durch implementierte Solarzellen zur Stromerzeugung beitragen können. Darüber hinaus wird textilarmierter Beton beim Bau von freitragenden Brücken verwendet.
Weitere Zukunftsprojekte sind Textilien für Sitze, die eine aktive Belüftung ermöglichen, eine effizientere Klimakontrolle durch Spacer-Textilien und eine Aufwertung des Ambientes durch textile Bedienungs- und Beleuchtungsflächen. Im Sicherheitsbereich geht die Entwicklung in Richtung einer Selbstüberwachung der Sicherheitstextilien in Reifen, adaptive textile Stoßabsorber und leuchtende Textilien für Notfälle.

### Sicherheit
Durch technische Entwicklungen, aber auch durch den Klimawandel und die zunehmende Zahl von Naturkatastrophen werden Schutz und Sicherheit von Arbeitnehmern, Hilfskräften und Verbrauchern immer wichtiger. Hier werden Textilien eine immer größere Rolle spielen. Beispiel hierfür sind Textilien, die vor der UV-Strahlung schützen. In Schutzkleidung werden durch die Integration von Mikrosystemtechnik in Zukunft die isolatorische Wirkung von Schutzkleidung gegen Kälte oder Wärme online erfasst, um aktorische Wärme- oder Kühlsysteme in Betrieb zu setzen, die Erfrierungen oder Verbrennungen vermeiden. Zusätzlich können die Vitalparameter des Trägers der Kleidung erfasst werden. Darüber hinaus wird der Bedarf an spezieller Kleidung, die den Träger vor Chemikalien oder UV-Strahlung schützt, sowie an Warnkleidung für Fußgänger und Radfahrer zunehmen.
Die Entwicklung geht in Richtung von Kleidungssystemen, die sich den Umgebungsbedingungen und dem Zustand der Träger anpassen. Dies gilt vor allem für Funktionstextilien im Sport- und Freizeitbereich, die sich Temperaturschwankungen anpassen, Farbveränderungen entsprechend dem Umfeld vornehmen und das Feuchtigkeitsmanagement an der Körperoberfläche abhängig von der jeweiligen Leistungsfähigkeit des Trägers regeln.
Im Bereich der Heimtextilien werden Sensoren zukünftig in Teppichen Regelfunktionen für das Raumklima übernehmen, in Notfällen den Weg weisen oder Zugangskontrollen übernehmen.
Ein weiteres Zukunftsprojekt sind Textilien, die pflegende und die Fitness steigernde Substanzen auf die Haut abgeben. Gerade im Bereich der Arbeitskleidung und bei Arbeitshandschuhen können solche Textilien präventiv zur Vermeidung von Hautproblemen wirken.

### Medizinischer Bereich
In der Zukunft werden textilintegrierte Überwachungssysteme für die Pflege die Langzeiterfassung von physiologischen Parametern und die Diagnose und Nachsorge nach medizinischen Eingriffen außerhalb von Kliniken und Arztpraxen möglich machen. Textile Zukunftsprojekte sind Kleidung mit Biofeedback, Orthesen mit Sensorik/Aktorik und Sturzprotektoren mit Notruffunktion, sogenannte Smart Clothes.
Darüber hinaus wird an der Entwicklung textiler Implantate gearbeitet, da Textilien aufgrund ihrer physiologischen und mechanischen Eigenschaften den biologischen Strukturen des menschlichen Körpers ähnlicher sind als Metalle wird hier ein großes Zukunftspotential gesehen. So bestehen Gefäßprothesen und Herniennetze sowie Meniskusimplantate und künstliche Hornhaut aus textilen Strukturen. Mechanisch hochbelastbare Faserverbundmaterialien, neuartige Zellträger und Formgeber für die Regeneration von Organen und Geweben sind weitere Zukunftsprojekte, die zum Teil sogar in Verbindung mit integrierter Sensorik und intelligenten Wirkstoffabgabesystemen eine drahtlose Überwachung und Steuerung des Heilungsverlaufes durch den Arzt ermöglichen.
Darüber hinaus wird an der Entwicklung keimdichter Barrieretextilien für den Operationsbereich und neuartiger Textilien gearbeitet, die bessere Heilungschancen vor allem bei chronischen Wunderkrankungen ermöglichen.

### Kommunikation
Der Trend im Bekleidungsbereich geht in die Integration von nahezu allen Funktionen mobiler elektronischer Geräte in die Kleidung wie telefonieren, Musik hören oder Position bestimmen. Die Forschung arbeitet daran, Kleidungsstücke zu entwickeln, die diese Funktion erfüllen können, aber genauso wie ein „normales“ Kleidungsstück gewaschen und gereinigt werden können.

## Verbände

### Verbände in Deutschland
Die Interessen der in der deutschen Textil- und Bekleidungsindustrie Beschäftigten vertritt die IG Metall, seit sie mit der GTB (Gewerkschaft Textil und Bekleidung) 1998 fusionierte.
Die Interessen der deutschen Textil- und Bekleidungsindustrie werden auf Bundesebene durch den Gesamtverband textil+mode vertreten. In ihm sind 10 Landes- und 17 Fachverbände zusammengeschlossen (Übersicht ebenda).